# Alexander C. Irvine
Œuvres principales
- Le Soleil du nouveau monde

Alexander C. Irvine, né le 22 mars 1969 à Ypsilanti dans le Michigan, est un auteur de science-fiction et de fantasy américain. Il signe également sous le nom d’Alex Irvine.

## Œuvre

### SérieTom Clancy's The Division
1. (en) New York Collapse, 2016
2. Broken Dawn, Mana Books, 2019 ((en) Broken Dawn, 2019)

### SériePacific Rim
1. Pacific Rim, Milady, 2015 ((en) Pacific Rim, 2013)
2. (en) Pacific Rim Uprising, 2018

### Romans
- Le Soleil du nouveau monde, Fleuve noir, 2006 ((en) A Scattering of Jades, 2002)
- (en) Down in the Fog-Shrouded City, 2002
- (en) Unintended Consequences, 2003
- (en) One King, One Soldier, 2004
- (en) The Narrows, 2005
- (en) The Life of Riley, 2005
- (en) Buyout, 2009
- La Colline aux mystères ((en) Mystery Hill, 2009)Paru dans la revue Fiction no 17 aux éditions Les Moutons électriques en septembre 2013
- (en) Anthropocene Rag, 2020

### Comics

#### Publications françaises
- Avengers, Panini Comics, collection Marvel Comics

1. Créatures Féroces, scénario d'Ed Brubaker, Cullen Bunn, Alex Irvine et Brian Michael Bendis, dessins de Lan Medina, Alessandro Vitti, Alan Davis et Renato Guedes, 2012  (ISBN 978-2-8094-2769-1)

- Dark Sun, scénario d'Alex Irvine, dessins de Peter Bergting, Milady, collection Dungeons & Dragons

1. Le Tombeau de Ianto, 2011  (ISBN 978-2-8112-0608-6)

## Récompenses
- Prix Locus du meilleur premier roman 2003 pour Le Soleil du nouveau monde